# Калбертсон (Небраска)
Калбертсон (англ. Culbertson) — селище (англ. village) в США, в окрузі Гічкок штату Небраска. Населення — 534 особи (2020).

## Географія
Калбертсон розташований за координатами 40°13′27″ пн. ш. 100°50′23″ зх. д. / 40.22417° пн. ш. 100.83972° зх. д. (40.224200, -100.839640).  За даними Бюро перепису населення США в 2010 році селище мало площу 2,17 км², уся площа — суходіл.

## Демографія
Згідно з переписом 2010 року, у селищі мешкало 595 осіб у 257 домогосподарствах у складі 174 родин. Густота населення становила 274 особи/км².  Було 291 помешкання (134/км²).
Расовий склад населення:
| - 97,5 % — білих - 0,8 % — чорних або афроамериканців |

До двох чи більше рас належало 0,8 %. Частка іспаномовних становила 1,5 % від усіх жителів.
За віковим діапазоном населення розподілялося таким чином: 25,2 % — особи молодші 18 років, 55,6 % — особи у віці 18—64 років, 19,2 % — особи у віці 65 років та старші. Медіана віку мешканця становила 44,5 року. На 100 осіб жіночої статі у селищі припадало 87,7 чоловіків;  на 100 жінок у віці від 18 років та старших — 87,8 чоловіків також старших 18 років.
Середній дохід на одне домашнє господарство  становив 48 339 доларів США (медіана — 38 611), а середній дохід на одну сім'ю — 55 896 доларів (медіана — 50 625). Медіана доходів становила 41 094 долари для чоловіків та 29 875 доларів для жінок. За межею бідності перебувало 18,7 % осіб, у тому числі 39,0 % дітей у віці до 18 років та 10,2 % осіб у віці 65 років та старших.
Цивільне працевлаштоване населення становило 324 особи. Основні галузі зайнятості: освіта, охорона здоров'я та соціальна допомога — 21,3 %, виробництво — 14,5 %, роздрібна торгівля — 9,9 %, транспорт — 9,3 %.